# Exos

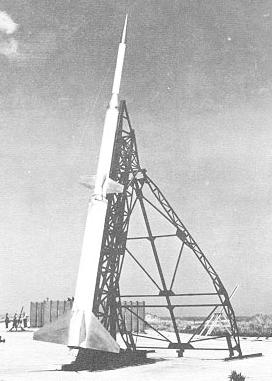
Exos PWN-4A

Exos (conocido también como XRM-86 y PWN-4A) fue un cohete sonda estadounidense de tres etapas, propulsado por combustible sólido y desarrollado a finales de los años 1950. Consistía en una primera etapa M-6, una segunda Nike y una tercera Recruit, en una disposición similar al Argo, pero con un diseño aerodinámico diferente.
Fue desarrollado por la Universidad de Míchigan con el apoyo de la NACA, y lanzado por primera vez en junio de 1958. Después de ser lanzado mediante un raíl vertical, la primera etapa ardía durante 4,4 segundos, separándose al final del resto del cohete por efecto del arrastre aerodinámico. Después de 25 segundos de vuelo sin propulsión, la segunda etapa entraba en ignición durante 3 segundos, con la posterior separación y encendido casi inmediato de la tercera etapa, durante 1,6 segundos. Podía elevar 23 kg de carga a 480 km de altura. Se lanzaron 10 Exos, entre el 26 de junio de 1958 y el 2 de noviembre de 1965, sobre todo para investigaciones ionosféricas.

## Especificaciones
- Apogeo: 600 km
- Empuje en despegue: 365 kN
- Masa total: 2600 kg
- Diámetro: 0,58 m
- Longitud total: 12,9 m